# کوسوکه ماسوتانی
کوسوکه ماسوتانی (انگلیسی: Kosuke Masutani؛ زادهٔ ۱ ژوئیهٔ ۱۹۹۳) بازیکن فوتبال اهل ژاپن است.